# Bombyx de la ronce
Macrothylacia rubi
Pour les articles homonymes, voir Polyphage.
Espèce
Le Bombyx de la ronce, Macrothylacia rubi (la polyphage ou anneau du diable désignent la chenille) est une espèce de lépidoptères (papillons) appartenant à la famille des Lasiocampidae.

## Morphologie
- Envergure du mâle : de 40 à 65 mm.

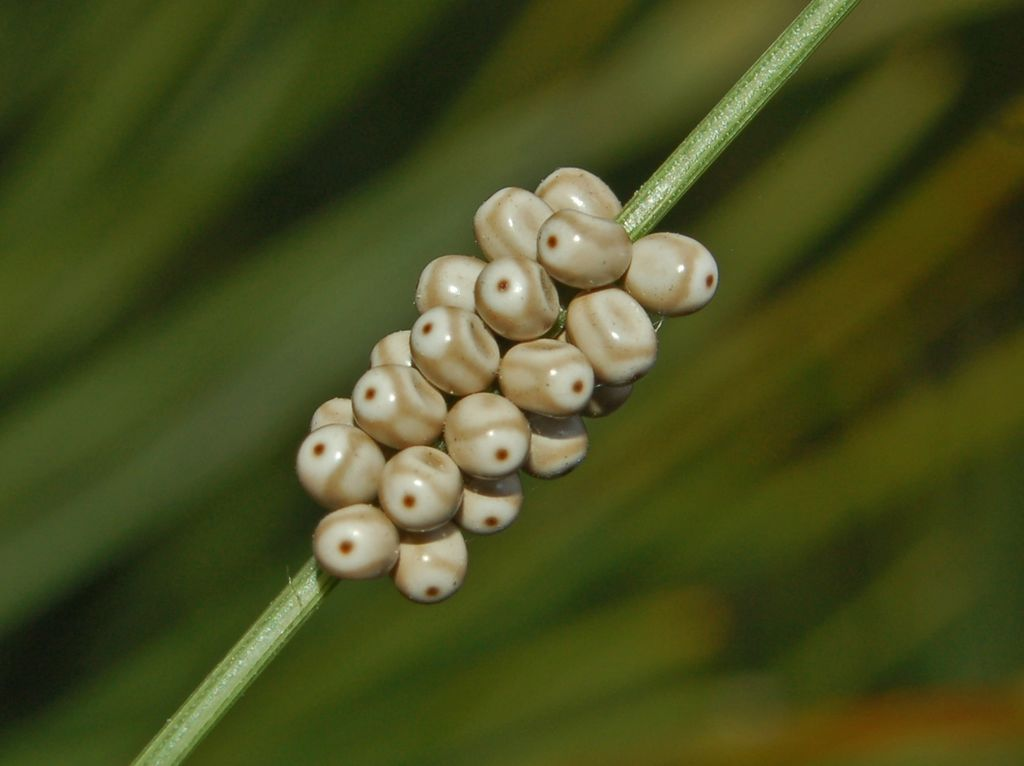
Les œufs
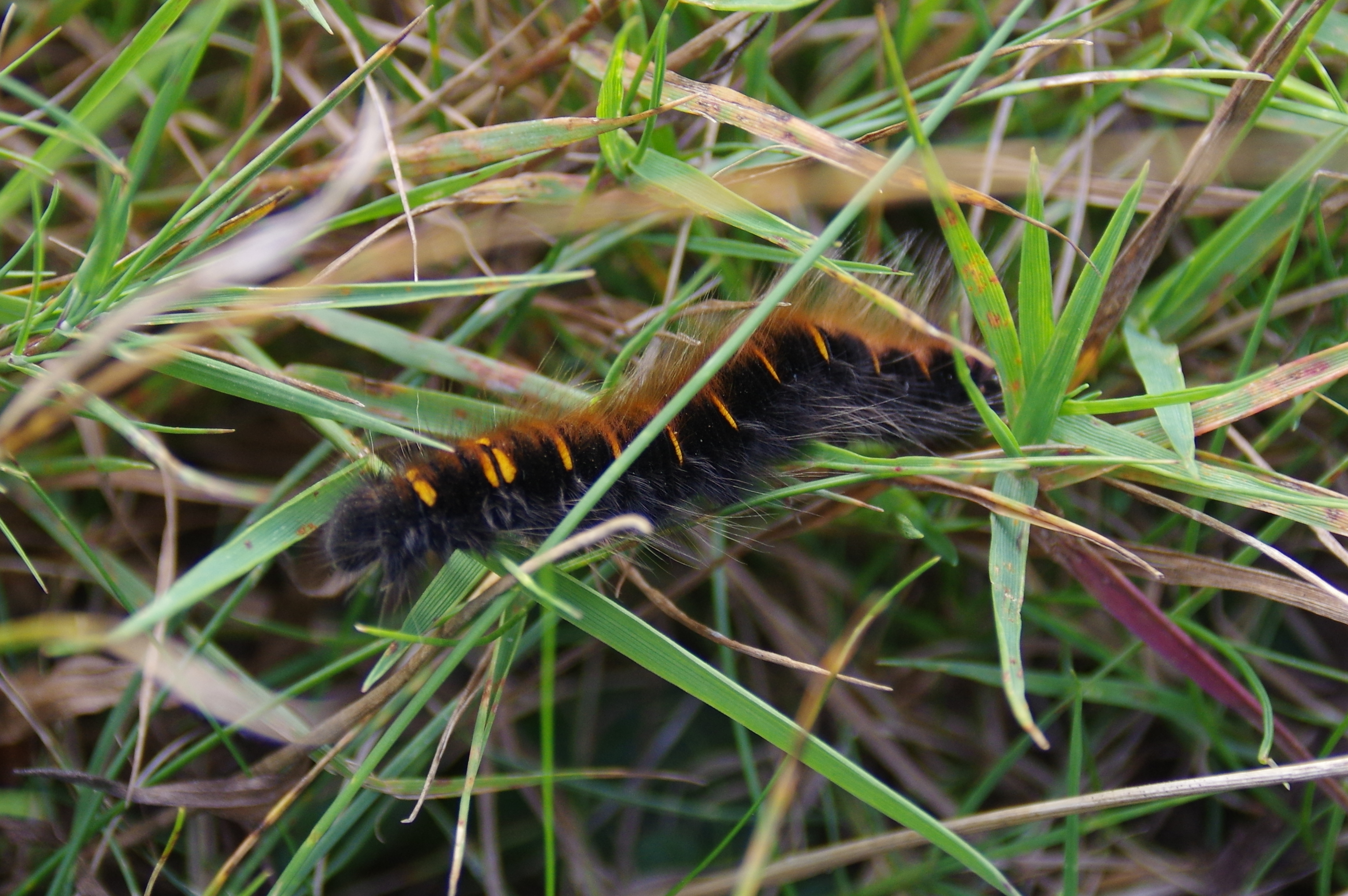
Chenille à mi-croissance
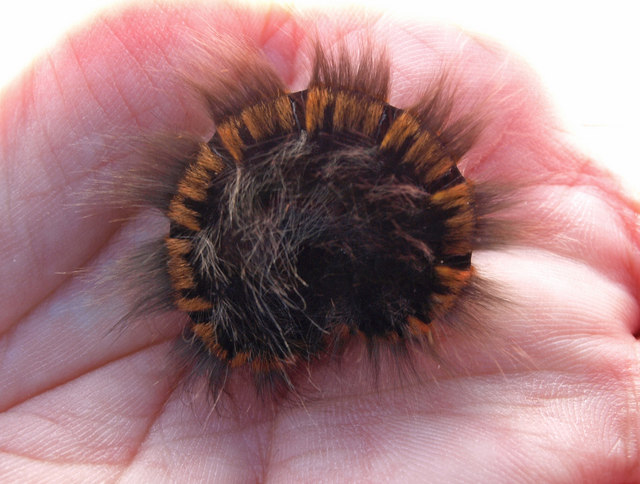
Chenille inoffensive s'enroulant en anneau
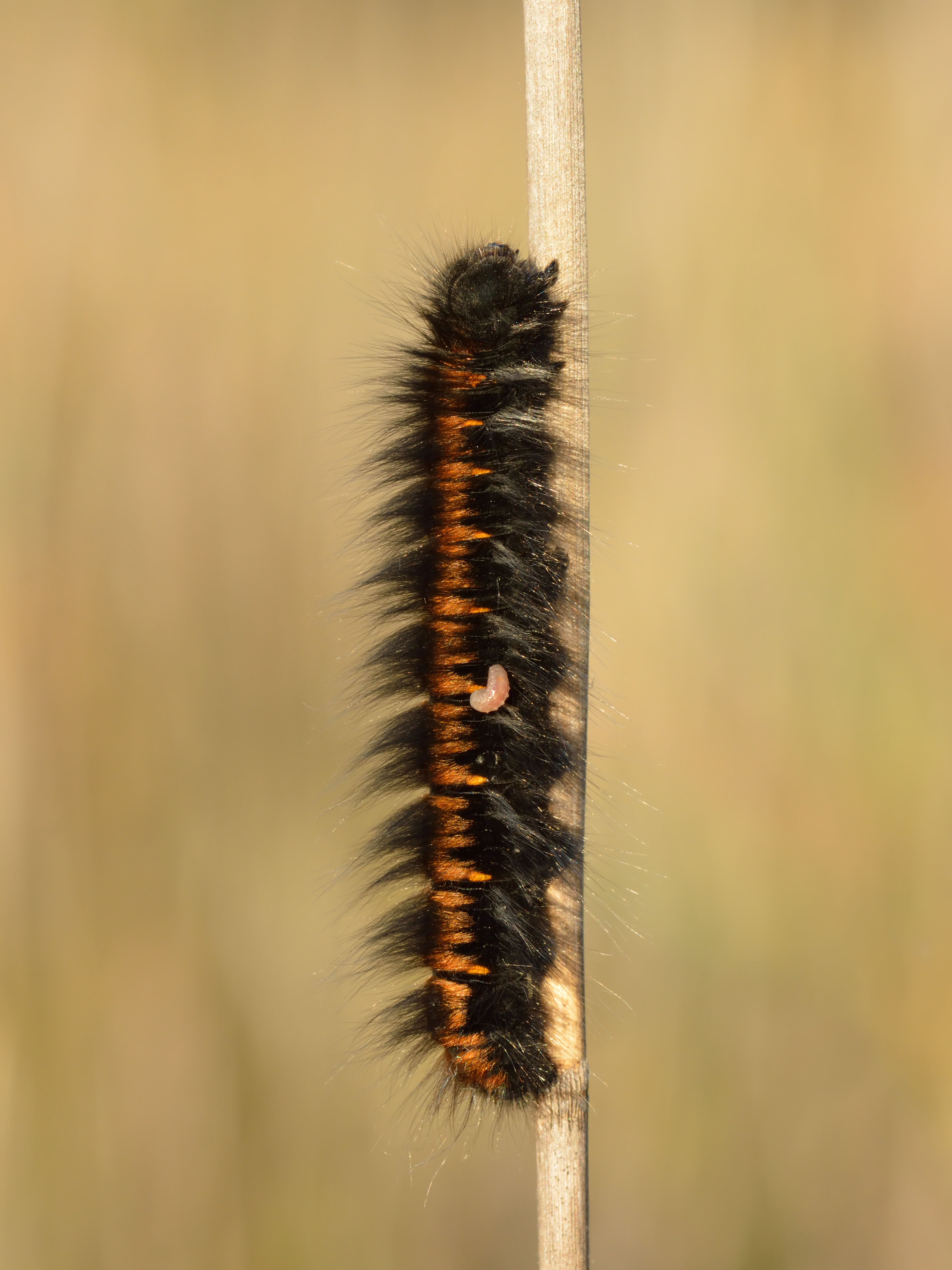
Chenille parasitée

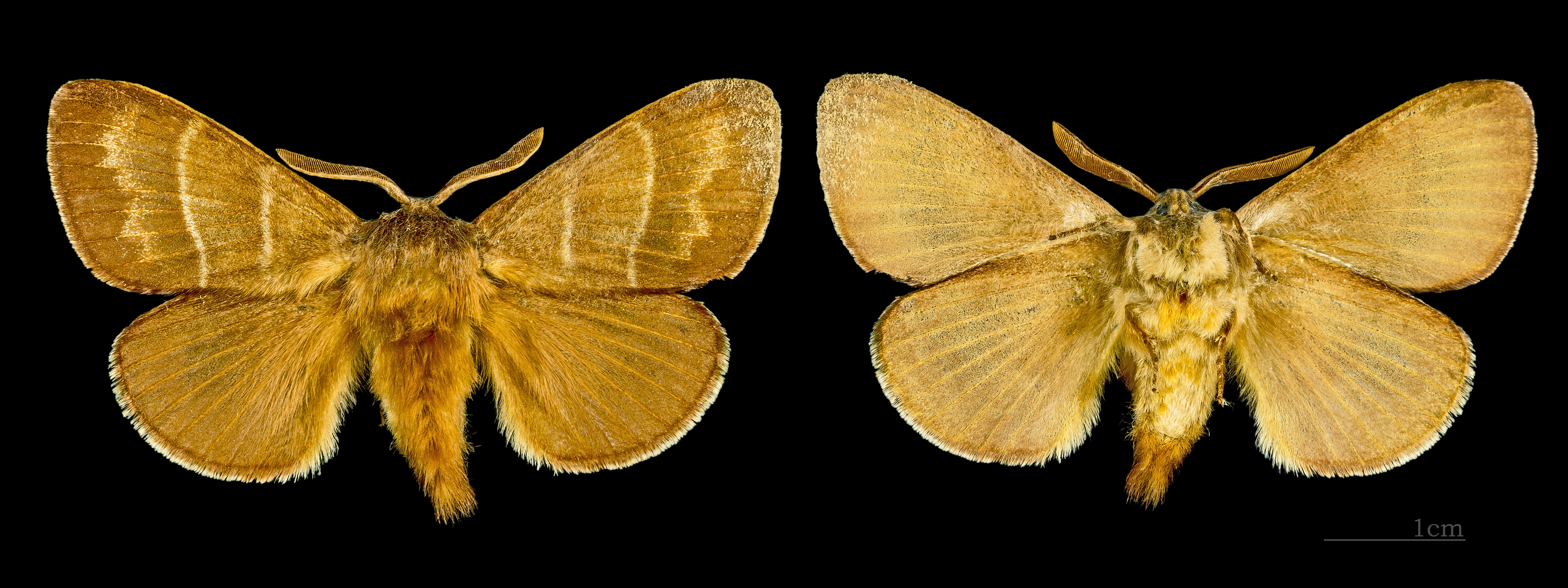
Les deux faces d'un mâle - Mussidan - Muséum de Toulouse
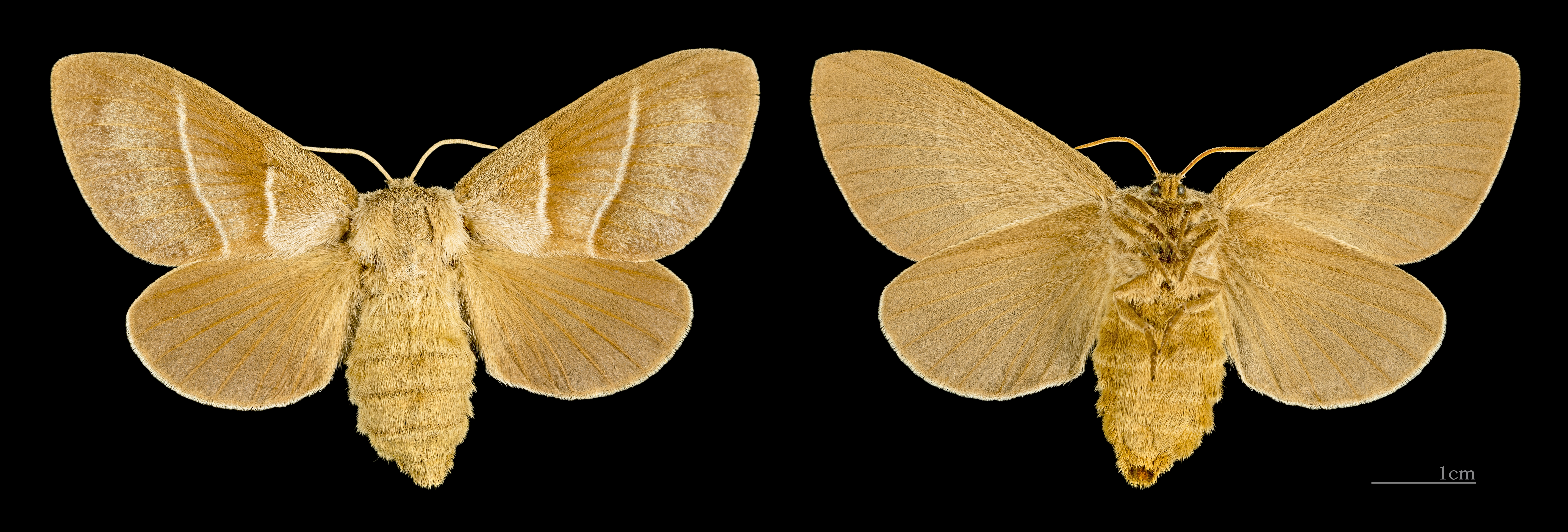
Les deux faces d'une femelle - Mussidan - Muséum de Toulouse

## Répartition et habitat
Répartition
de l’Europe occidentale à l’Asie centrale.
Habitat
friches, landes, bruyères, bois clairs, haies.

## Comportement
- Période de vol : de mai à juillet en une génération, les mâles sont actifs jour et nuit, les femelles, la nuit.
- Plantes-hôtes : nombreuses espèces dont des ronces, divers sous-arbrisseaux, des herbacées (Fragaria, Potentilla)...
- Chenilles : après la recherche d'un abri (elles ne sont pas irritantes, elles s'enroulent en anneau si on les dérange), elles hivernent au stade mûr ; elles se chrysalident au printemps.

## Systématique
L'espèce a été décrite  par le naturaliste suédois Carl von Linné en 1758, sous le nom initial de Phalaena rubi. C'est l'espèce type du genre.

### Synonymie
- Phalaena rubi Linné, 1758 protonyme
- Macrothylacia pygmaea Reuter, 1893
- Macrothylacia rubi ab. transfuga Krulikowsky, 1908[2]